# 주베이징 마카오 특별행정구 정부 판사처
주베이징 마카오 특별행정구 정부 판사처(중국어: 澳門特別行政區政府駐北京辦事處, 포르투갈어: Delegação da Região Administrativa Especial de Macau em Pequim, 준말: DRAEM)는 중화인민공화국 마카오 특별행정구 정부가 중화인민공화국 베이징시에 설치한 마카오 경제무역대표부이자 행정장관 직속 기구이다.
베이징시 둥청구 왕푸징에 위치한 마카오 센터 16층에 위치하며 마카오와 중국 대륙 간의 관계를 담당한다. 2001년 7월 9일에 주베이징 마카오 특별행정구 정부 판사처 설립에 관한 《마카오 특별행정구 행정법규 제15/2001호》에 따라 정식 설립되었다. 2001년 7월 16일에 주베이징 마카오 특별행정구 정부 판사처의 구성에 관한 《마카오 행정장관 고시 제148/2001호》에 따라 구성되었다.

## 임무
주베이징 마카오 특별행정구 정부 판사처는 다음과 같은 임무를 수행한다.
- 마카오 특별행정구와 중화인민공화국 중앙인민정부, 중국 대륙과의 관계에서 행정장관이 업무를 총괄하도록 협조한다.
- 중앙인민정부의 각 부처와 각 성급행정구 정부가 베이징에 설치한 사무소와의 연락 업무를 수행한다.
- 마카오 특별행정구의 사회 및 문화 현황을 중국 대륙에 소개한다. 또한 마카오와 중국 대륙 간의 관광, 문화 교류를 발전시키고 특히 중국 대륙 시장에서 마카오 특별행정구를 관광 목적지로 추천하는 역할을 한다.
- 마카오의 행정장관의 지시에 따라 경제, 무역, 관광, 문화, 훈련 분야에서 교류와 화합을 촉진하기 위해 중국 대륙의 관련 부처와 연락, 자문 및 협의 업무를 발전시킨다.
- 마카오 특별행정구에 물류 및 정보 지원을 제공한다.
- 베이징 또는 중국 대륙의 다른 곳에서 공무원으로 근무하거나 교육을 받은 마카오 특별행정구의 공공 행정 직원 또는 현지에 가서 마카오 특별행정구 공공 행정 당국이 담당하는 교육 또는 기타 유형의 활동에 참여하는 비공무원 또는 서비스 직원에 대한 협조를 지원한다.
- 그 밖에 행정장관이 지정하는 특별 업무 또는 계획을 직무 범위 내에서 수행한다.

## 같이 보기
- 마카오 경제문화판사처
- 주리스본 마카오 경제무역대표부
- 주브뤼셀·유럽 연합 마카오 경제무역대표부
- 주세계무역기구 마카오 경제무역대표부